# 桃色大戦ぱいろん
『桃色大戦ぱいろん』（ももいろたいせんぱいろん）とは、エクストリームが運営する、オンライン対戦麻雀ゲームである。トレーディングカードゲームや育成ゲームの要素を含んでいる。
2008年9月より正式サービスが開始した。登場する女性キャラクターには、人気イラストレーターや若手声優を積極的に起用しており、2013年末時点ですでに100名以上の女性声優が出演している。ブラウザゲーム形式としてポータルゲームサイトでもサービスが提供されている。本稿ではクライアントダウンロード版である『桃色大戦ぱいろん+（ぷらす）』について説明する。
海外でも運用されており、2012年6月21日に香港ガマニアデジタルエンターテインメントを通じて「萌雀 online」としてサービスを開始、2014年6月18日にサービス終了。シンガポールのAsiasoft Onlineを通じてシンガポールとマレーシアで、「Mahjong Hime」として利用されて、2014年3月21日にサービス終了。2011年11月9日に台湾Pole Star Digital Technologyを通じて「桃色大戰」としてサービスを開始、2012年11月29日にサービス終了、2013年3月14日に台湾Rojoを同じタイトルでサービスを再開、2014年1月31日にサービス終了。
多くのプラットホームに一時的に展開されていたが、大半は短期間で終了した（Android版も2015年に出したが、たった数か月でサービスが終了した）。
それでも、本家クライアント版とニコニコアプリ版のみは長くサービスが続いていた。
その本家クライアント版の「桃色大戦ぱいろん+」は2015年12月21日にて（サービス期間約7年）、ニコニコアプリ版「桃色大戦ぱいろん・生」は2016年8月8日にて（サービス期間約5年）終了となり、全ての桃色大戦ぱいろんのサービスが終了となった。

## 概要
対戦型オンライン麻雀ゲーム。最大で4人対戦まで可能。基本料金は無料でプレイできるが、一部機能に制限があり、全ての機能を使用するには、独自通貨であるモネーを必要とし、モネーを得るためには課金が必要である。
かつてはぱいろんオリジナルデザインの牌が用いられていた。現在では一般的なデザインの牌を用いているが、ぱいろんオリジナルデザインの牌もデータは保持されており、『タイルチェンジ＜萌牌＞』というスキルカードを用いることによってぱいろんオリジナルデザインの牌を用いた対局も可能になる。このスキルの名称からぱいろんオリジナルデザインの牌は『萌牌』と呼ばれる。現在でも公式サイトにおけるルール説明は萌牌を使用している。この萌牌は過去に実際に制作され、ぱいろんユーザーに配布されたことがあり、こちらはユーザーの間で『リアル萌牌』と呼ばれている。また、イベントなどにより一時的に季節限定デザインの牌が登場することもある。

## キャラクター
桃色大戦ぱいろんのオリジナルキャラクターは150人以上いる。また、他社の美少女ゲームキャラクターとコラボレーションも行った。
オリジナル、コラボともにキャラクターカードはゲーム時にマスコット登録することができ、マスコットとして登録したキャラクターを使用し勝利した場合、ご褒美CGが閲覧できるようになることがある。
また、一部キャラクターにはレアバージョン(季節限定版、SP版、Another版、モバイル版、UGB版)が存在する。

### オリジナルキャラクター
- 桃鈴（とうりん、声：國府田マリ子、イラスト：吉崎観音）
- ポプラ（声：高橋まゆこ、イラスト：尾谷おさむ）※Another、シエスタ版有
- 高比良 さくや（たかひら-、声：大前茜、イラスト：東都せいろ）※SP版、正月版、ハロウィン版、Another有
- 氷川 玖月（ひかわ くつき、声：後藤邑子、イラスト：いせのやじん）※クリスマス版、クリスマスSP版、UGB版有
- せりか（声：河原木志穂、イラスト：小川静香）※Another、浴衣版、ハロウィン版有
- 二条 結奈（にじょう ゆな、声：岡嶋妙、イラスト：ごま）
- 三日月 智香（みかづき ともか、声：高橋亜里紗、イラスト：ぼの）※Another有
- みまさか いづみ（声：いのくちゆか、イラスト：赤人）※浴衣版、Another有
- ロザリンド＝フォン＝シュバルツヴィンド（愛称：ロザリー、声：岩村琴美、イラスト：おから）※Another有
- 千羽（ちはね、声：萱沼千穂、イラスト：zeco）※Another有
- 虎華（ふうか、声：小清水亜美、イラスト：土山にう）※Another、正月版、秋限定版、C.O.P版、幼少期、幼少こどもの日版有
- 土御門 桔梗（つちみかど ききょう、声：石松千恵美、イラスト：志緒野博）※Another、梅雨版、秋限定版有
- 白白先生（ぱいぱいせんせい、声：平井理子、イラスト：あかつきごもく）※Another、クリスマス版有
- 衣音（いおん、声：里郁美、イラスト：moo）※Another有
- エレニィ（声：嶋村侑、イラスト：岡崎あきら）※Another、春限定版有
- アンジェリーク・ドゥ・ラ・パトリエール（愛称：アンジェ、声：小幡記子、イラスト：かごのとり）※バレンタイン版、ハロウィン版、Another有
- 凛麗（りんれい、声：尾崎麗奈、イラスト：霧乃麻未）
- アリス（声：釘宮理恵、イラスト：かみやまねき）※Another、バレンタイン版、クリスマス版、C.O.P版、コミック版有
- 高岡 みこと（たかおか-、声：田村ゆかり、イラスト：副島成記）
- ルミナ＝ルネサ（声：木下鈴奈、イラスト：真崎ケイ）※春限定版、Another有
- ユリア・フォードリー（声：廣田詩夢、イラスト：ちよ乃翼）
- 北床 ゆなか（きたゆか-、声：那須めぐみ、イラスト：絵澄ハルカ）※Another、ハロウィン版有
- エクロット（声：原田ひとみ、イラスト：juun）※Another有
- ララミア（声：成瀬未亜、イラスト：たくろう）※Another有
- 弦乃 蒼依（つるの あおい、声：田代有紀、イラスト：流良トモヒサ）※Another有
- ルナ・ル・ベル（声：植田佳奈、イラスト：かごのとり）※Another、水着版、水着SP版、衣替え版、UGB版、C.O.P版有
- シトロン（声：井上直美、イラスト：羽戸らみ）※Another、SP版、春限定版有
- ニーネ・ウィンチェスター（声：清水若菜、イラスト：しき）※Another、秋限定版有
- ミミロ（声：中原麻衣、イラスト：SANA.C）※Another、UGB版有
- 紫ノ咲 蘭子（しのさき らんこ、声：友永朱音、イラスト：かなん）※Another、AnotherSP版、SP版、正月版、正月SP版有
- 佐竹 夏弥（さたけ かや、声：榊原ゆい、イラスト：タコ焼き）※Another、クリスマス版有
- ハリケーン・シイナ（声：浅野真澄、イラスト：へるるん）※Another、バレンタイン版、夏限定版、ハロウィン版有
- ルビー（声：新谷良子、イラスト：serara）※Another有
- エセル（声：大野まりな、イラスト：SDwing）※Another有
- ジブリール（声：能登麻美子、イラスト：天海雪乃）※Another、正月版有
- 永名 刹那（ながな せつな、声：宍戸留美、イラスト：CHuN）※Another有
- セラフィー・アイリッシュ（愛称：セラフィー、声：堀江由衣、イラスト：ぎん）※Another、バレンタイン版有
- 姫花（ひめか、声：堀江由衣、イラスト：かみやまねき）※Another、夏限定版、C.O.P版有
- トーコ＝シャンティ＝ヤエクラ（愛称：トーコ、声：能登麻美子、イラスト：パインパ）※Another、春限定、潜入捜査版、またまた潜入捜査版、ビーチで潜入捜査版有
- 笹川 杏（ささがわ あんず、声：沢城みゆき、イラスト：おりょう）※Another、梅雨版、ハロウィン版有
- あると（声：沢城みゆき、イラスト：小川静香）※Another、クリスマス版有
- ほうづきやよい（声：三石琴乃、イラスト：赤人）※SP版、浴衣版有
- ぽにぽに（声：伊藤静、イラスト：ひぐちのりえ）※Another、コスプレ版有
- 門音 ヱイサ（かどね-、声：伊藤静、イラスト：きゆね）※Another、水着版有
- ソフィア・バードランド（愛称：ソフィ、声：戸松遥、イラスト：橘すりむ）※Another(通称・生前ver)、ギリギリ包帯版、幼少期有
- 青木 野菜（あおき のな、声：戸松遥、イラスト：みなづきふたご）※Another有
- 美緒（みお、声：三石琴乃、イラスト：いせのやじん）※モバイル版有
- 奈緒（なお、声：豊口めぐみ、イラスト：土山にう）※Another、恋のエプロン版、夏限定版、モバイル版有
- フランセット（愛称：フラン、声：本井えみ、イラスト：宇佐美うみ）※SP版有
- 猫宮 アヤノ（ねこみや-、愛称：ぬこみや、声：小清水亜美、イラスト：観音王子）※バレンタイン版有
- 和泉 ゆかり（いずみ-、声：壱智村小真、イラスト：馨。）※Another有
- 長嶋 はるか（ながしま-、声：長嶋はるか、イラスト：ひぐちのりえ）
- みなみ（声：カンザキカナリ、イラスト：ピロ水）※Another有
- ひな（声：(未実装)、イラスト：てんちよ）※通常版未実装、モバイル版のみ
- 鈴河 翠（すずかわ みどり、声：喜多村英梨、イラスト：はら）※ハロウィン版有
- 窓辺 響（まどべ ひびき、声：今井麻美、イラスト：sody）
- 双葉 茜（ふたば あかね、声：(未実装)、イラスト：ゆずん）※通常版未実装、モバイル版のみ
- 深雪（みゆき、声：たかはし智秋、イラスト：プリンプリン）※Another、正月版、幼少期、幼少雛祭有
- キースキルーリルーラーケ（愛称：鈴木さん、声：高田初美、イラスト：稲垣みいこ）※バレンタイン版有
- ミシェーラ・ハ・ザード（声：民安ともえ、イラスト：てつ）
- 藁藤 敷（わらふじ しき、声：(未実装)、イラスト：Ixy）※通常版未実装、モバイル版のみ
- プリムヴェール・スラート・ル・フルール・ド・スリジェ（愛称：プリム、声：下田麻美、イラスト：かごのとり）※Another有
- キリコ＝スティルス（愛称：キリコ、声：たかはし智秋、イラスト：パインパ）※Another、浴衣版有
- 鳴嶋 晶（なるしま　あきら、愛称：アキラ、アキ、声：喜多村英梨、イラスト：先島えのき）※正月版、Another有
- レイラ・マーティン（愛称：レイラ、声：いぇぃ（春李めぐみ）、イラスト：優木きら）※クリスマス版有
- リリアドール（声：寿美菜子、イラスト：希望つばめ）※Another、SP版、春限定版有
- 鹿深 みかづき（かふか-、声：(未実装)、イラスト：酔花ころん）※通常版未実装、モバイル版のみ
- 富士野 りんご（ふじの-、声：佐藤聡美、イラスト：コウジ）※Another有
- フルール（声：寿美菜子、イラスト：ぱん）※Another、春限定版有
- シェリー＝マイン（声：豊崎愛生、イラスト：蜜桃まむ）※Another、SP版、夏限定版、クリスマス版有
- 美鈴（みりん、声：佐藤聡美、イラスト：中山みゆき）
- Type Melvin 09型（愛称：メル、声：竹達彩奈、イラスト：6U☆）
- 一之瀬 琴未（いちのせ　ことみ、声：日笠陽子、イラスト：あゆか）※Another、梅雨版、ハロウィン版有
- 青山 あろえ（あおやま-、愛称：あろえ、ブルマン、お嬢、声：豊崎愛生、イラスト：むなしむじょう）※Another有
- 吾妻 慶（あづま　けい、愛称：ケイ、声：下田麻美、イラスト：珈琲猫）
- 紗優（さや、声：茅野愛衣、イラスト：みかきみかこ）
- ライチ（声：竹達彩奈、イラスト：イチリ）※水着版有（男ver・女ver）
- るきの（声：日笠陽子、イラスト：小川静香）※Another(通称・制服版)、夏限定版(通称・水着版)有
- 北條 澪（声：釘宮理恵、イラスト：桑島黎音）※Another、ハロウィン版有
- 青石 夕歩（あおいし　ゆうほ、愛称：ユホ、声：茅野愛衣、イラスト：先島えのき）※Another有
- ルーニャ・ラウラ（声：花澤香菜、イラスト：水沢深森）※Another、クリスマス版、秋限定版有
- 日々乃 れむ（ひびの-、声：大原さやか、イラスト：にろ）※Another、花粉症版有
- 香咲 桜（こうさき　さくら-、声：矢澤りえか、イラスト：七瀬尚）※Another、正月版有
- マサムネ（声：今井麻美、イラスト：優木きら）※Another、正月版有
- 城ヶ島 聖（じょうがしま　ひじり-、声：徳井青空、イラスト：村上ゆいち）
- 神矢 真水（かみや　まみず-、声：佐々木未来、イラスト：のりたま）※Another、春限定(通称・制服版)有
- カノン・クライシス（声：三森すずこ、イラスト：橘すりむ）
- ルル・ルージュ（声：橘田いずみ、イラスト：由姫霙）
- テト（声：米澤円、イラスト：紺野賢護）※Another版、お月見られ版有
- 遼 丹（りゃお　たん、愛称：リャオ、声：悠木碧、イラスト：希）※Another、バレンタイン版有
- ナンジュ・ヴァハームル・エフィド（愛称：ナンジュ、声：高垣彩陽、イラスト：玖条イチソ）※お月見版有
- 秋川 みすみ（愛称：ナンジュ、声：高垣彩陽、イラスト：にろ）※Another有
- アキュラ・シュヴァイツェル＝シュペルグ（愛称：アキュラ、声：悠木碧、イラスト：jema）※Another、モバイル版有
- ナル（愛称：アキュラ、声：鳴深、イラスト：閏月戈）※ニコニコ(他で言うAnotherに相当)有
- ジョセフィン・ハンター（愛称：ジョー、声：阿澄佳奈、イラスト：八重樫南）
- カワサキミライ（声：阿澄佳奈、イラスト：繭咲悠）
- 御子神 凛（みこがみ　りん、愛称：りんこ、声：斎藤千和、イラスト：みりの）※Another有
- 麗（うらら、声：井上麻里奈、イラスト：榊水夏）※Another有
- 紫苑（しおん、声：井上麻里奈、イラスト：七瀬尚）※Another有
- 峰 深菜子（みね　みなこ、愛称：ミネミナ、声：斎藤千和、イラスト：ここあ）※学園祭版有
- リシア・グッドフェロー（声：内田真礼、イラスト：にもし）
- 布留部 ゆら（ふるべ-、声：内村史子、イラスト：七桃りお）
- 阿行（あぎょう、声：山本希望、イラスト：なつきゆう）
- 天満 みずき（てんま-、声：伊藤静、イラスト：朝倉颯）
- セティ・ルーセント（声：花澤香菜、イラスト：三嶋くろね）
- イズナ（声：二階堂瑠美、イラスト：優木きら）
- ナズナ（声：二階堂亜樹、イラスト：優木きら）
- 新條 かりん（しんじょう-、声：中原麻衣、イラスト：むなしむじょう）
- エルミア＝シンタクラス（声：たみやすともえ、イラスト：みじんこ）
- アディア（愛称：アディ、声：能登麻美子、イラスト：ZenN）　Another有
- 西之園 夢衣美（にしのその　むいみ、声：田中涼子、イラスト：和遥キナ）
- ソルシェ＝ドラクロワ（声：水橋かおり、イラスト：Garuku）
- ピアニモ（声：清水愛、イラスト：urute）※Another、秋限定版有
- リラ・ラプンツェル（愛称：リラ、声：内山夕実、イラスト：有坂あこ）
- シラユキ（声：三上枝織、イラスト：山鳥おふう）
- エクレア（声：夏野こおり、イラスト：一葉モカ）※Another有
- エイリアス（声：内山夕実、イラスト：wingheart）
- 椿 ユニ（つばき-、声：東山奈央、イラスト：Grune）
- 渡邊 もも（わたなべ-、愛称：ももこ、声：三上枝織、イラスト：一真）
- チェルティ（愛称：チェル、声：井口裕香、イラスト：ria）
- クロノス・クロニカ（愛称：ロノ、声：東山奈央、イラスト：218）
- マカロン・タルト（声：川澄綾子、イラスト：さより）※Another有
- 柳沢 ねるこ（やなぎさわ-、声：寺川愛美、イラスト：はるのいぶき）
- 朝霧 かがみ（あさぎり-、声：川澄綾子、イラスト：うなさか）
- ウル（声：井口裕香、イラスト：osa）
- 紅梅(ホンメイ　声:寺川愛美　イラスト:遥華ナツキ)
- 神代 フレイヤ(かみしろ-　声:小清水亜美　イラスト:伍長)
- ネフィリム(声:佐倉綾音　イラスト:なまる)
- 小鳥遊 ななか(たかなし-、声:大坪由佳　イラスト:しらたま)
- 相戸 優希(あいとゆうき、声:佐倉綾音　イラスト:kakao)
- 高志之 巽(こしのたつみ、声:柚木涼香　イラスト:バイオレットシット)
- フェリシティ・アリスン(声:桑谷夏子　イラスト:宮あゆこ)
- 白妙 ミツキ(しろたえ-、声:田村睦心　イラスト:Syroh)
- パピルス(声:柚木涼香　イラスト:八幡)
- 桃花 シャムニール(とうか-、声:田村睦心　イラスト:かのら)
- 奈仔 ここな(なこ-、声:大坪由佳　イラスト:甘夏ゆずか)
- 日月 マユヰ(ひづき-、声:巽悠衣子　イラスト:きゆね)
- メグ・ジェラン(声:巽悠衣子　イラスト:羽戸らみ)
- 成瀬川 フランツィスカ(なるせがわ-、声:桑谷夏子　イラスト:Rけん)
- 八神雲 雀(やがみひばり、声:内田真礼　イラスト:ねこにゃん)
- リエン・プレヤード(声:茅原実里　イラスト:紺野賢護)
- フラム(声:内田彩　イラスト:小鳥遊ソラ)
- ユピテル(声:内田彩　イラスト:彩葉)
- 蜜月ノ煌(みつげつのきら、声:ゆかな　イラスト:kino)
- 蜜月ノ冥(みつげつのめい、声:ゆかな　イラスト:konomi)
- 神守 ジャンヌ(かみもり-、声:赤﨑千夏　イラスト:白狼)
- 四日市 クロア(よっかいち-、声:茅原実里　イラスト:tsucaco)
- KAGUYA:UNIT(かぐやゆにっと、本名:竹中月見(たけなかつきみ)、声:豊口めぐみ　イラスト:ZenU)
- クイン(声:赤﨑千夏　イラスト:山鳥おふう)
- カモミィル・ローマン(声:佐藤利奈　イラスト:神崎かるな)
- 東雲 ほのか(しののめ-、声:早見沙織　イラスト:朝倉颯)
- ジェーン・ギルバート(声:早見沙織　イラスト:ちり)
- リンデン(声:佐藤利奈　イラスト:urute)
- 日ノ屋 すず(ひのや-、声:小原春香　イラスト:なまる)
- ナユタ・エーデルワイス(声:丹下桜　イラスト:Nardack)
- 立花 エリ(たちばな-、声:南條愛乃　イラスト:たいやき)
- 百目鬼 夜子(どうめき-、声:南條愛乃　イラスト:いちやん)
- ヘルロッテ(声:日高里菜　イラスト:jema)
- 大王 ゆづな(だいおう-、声:日高里菜　イラスト:風瑛なづき)
- アシュリー・ザ・グレネイド(声:伊藤かな恵　イラスト:くぇ)
- ルイ・ローウェン(声:三澤紗千香　イラスト:遠坂あさぎ)
- 吽行(うんぎょう-、声:伊藤かな恵　イラスト:なつきゆう)
- ローゼリッタ・ドルンレースヒェン(声:瀬戸麻沙美　イラスト:シロガネヒナ)
- ロキ・オイレンシュピーゲル(声:大久保瑠美　イラスト:K子)
- 花ケ崎 みろ(はながさき-、声:丹下桜　イラスト:奈月ここ)
- 文福 オキヌ（ぶんぶく-、声：小倉唯、イラスト：青野りぼん）※Another、梅雨版、運動会版、クリスマス版、ぽんぽこ版有
- 秋桜椿（あきざくら つばき、声：小倉唯、イラスト：シロタ蕪）※Another、クリスマス版、初恋版有

### コラボキャラクター
一部のキャラはボイスが未実装。ボイス実装のものも一部は声優が引退などでキャストが元ゲームのCVと違うケースがある。
F&C
- 鳳仙 エリス（ほうせん-、声：水純なな歩、イラスト：七尾奈留） - 「Canvas2」より
- 桔梗 霧（ききょう きり、声：生天目仁美、イラスト：七尾奈留） - 「Canvas2」より
- 諸味里 葵（もろみざと あおい、声：水純なな歩、イラスト：涼香） - 「Piaキャロットへようこそ!!G.P.」より
- 紗東 陽菜（さとう ひな、声：榊原ゆい、イラスト：ひなた睦月） - 「Piaキャロットへようこそ!!G.P.」より
- 黒須 美羽（くろす みう、声：宮沢ゆあな、イラスト：ひなた睦月） - 「Piaキャロットへようこそ!!G.P.」より
- 牧野 那波（まきの ななみ、声：伊藤瞳子、イラスト：☆画野朗） - 「水月」より
- 琴乃宮 雪（ことのみや ゆき、声：大野まりな、イラスト：☆画野朗） - 「水月」より
- ミント・レンティル（声：みる、イラスト：池上茜） - 「魔女っ娘ア・ラ・モードII 〜光と闇のエトランゼ〜」より
- 羽瀬川 朱美（はせがわ あけみ、声：草柳順子、イラスト：蓮見江蘭） - 「Piaキャロットへようこそ!!3」より
- 葉月 千香（はづき ちか、声：かわしまりの、声：鈴平ひろ） - 「あいかぎ 〜ひだまりと彼女の部屋着〜」より
- 桜塚 恋（さくらづか れん、声：友永朱音、イラスト：☆画野朗） - 「Canvas 〜セピア色のモチーフ〜」より
- シルビア・アイゼット（声：カンザキカナリ、イラスト：こつえー） - 「魔女っ娘ア・ラ・モード」より

超兄貴
- イダテン（声：堀越省之助、イラスト：にんにん）※Another有
- ベンテン（声：橘U子、イラスト：にんにん）※Another有
- アドン（声：林和良、イラスト：にんにん）※Another有
- サムソン（声：御園行洋、イラスト：にんにん）※Another有
- うみにん（声：なし、イラスト：にんにん）※声優はいないが声カードは存在する(何も収録されていない)
  - うみにんブラック
  - ももにん
  - ゆきにん
  - たににん
  - やまにん

- ショウテン（声：なし、イラスト：にんにん）
- ミカ＆エル（声：なし、イラスト：にんにん）

コンパイルハート
- エレイン（声：清水若菜、イラスト：平野克幸） - 「アガレスト戦記」より
- ルアナ（声：新谷良子、イラスト：平野克幸） - 「アガレスト戦記」より
- フューリア（声：宍戸留美、イラスト：平野克幸） - 「アガレスト戦記」より
- エリス（声：植田佳奈、イラスト：平野克幸） - 「アガレスト戦記」より
- ディシャナ（声：小清水亜美、イラスト：平野克幸） - 「アガレスト戦記」より
- エリス(少女ver)（声：植田佳奈、イラスト：平野克幸） - 「アガレスト戦記」より
- アリス（声：(未実装)、イラスト：平野克幸） - 「アガレスト戦記ZERO」より
- フリーデリンデ（愛称：リンダ、声：(未実装)、イラスト：平野克幸） - 「アガレスト戦記ZERO」より
- イヴァ（声：(未実装)、イラスト：平野克幸） - 「アガレスト戦記2」より
- フィオナ（声：(未実装)、イラスト：平野克幸） - 「アガレスト戦記2」より
- フィリーネ（声：(未実装)、イラスト：平野克幸） - 「アガレスト戦記2」より

ぺんしる（ぱじゃまソフト、Lillian）
- プリーシア（声：(未実装)、イラスト：?） - 「プリズム・アーク 〜プリズム・ハート エピソード2〜」より
- シスター・ヘル（声：(未実装)、イラスト：?） - 「プリズム・アーク 〜プリズム・ハート エピソード2〜」より
- 夕霧 ナナカ（ゆうぎり-、声：(未実装)、イラスト：?） - 「ティンクル☆くるせいだーす」より
- ロロット・ローゼンクロイツ（声：(未実装)、イラスト：?） - 「ティンクル☆くるせいだーす」より
- 聖沙・B・クリステレス（みさ・ぶりじった・くりすてれす、声：(未実装)、イラスト：?） - 「ティンクル☆くるせいだーす」より
- 九浄 リア（くじょう-、声：(未実装)、イラスト：?） - 「ティンクル☆くるせいだーす」より
- アゼル（声：(未実装)、イラスト：?） - 「ティンクル☆くるせいだーす」より
- 小野寺 雷火（おのでら らいか、声：(未実装)、イラスト：?） - 「プリズム☆ま〜じカル 〜PRISM Generations!〜」より
- 小野寺 凍仁（おのでら とうじん、声：(未実装)、イラスト：?） - 「プリズム☆ま〜じカル 〜PRISM Generations!〜」より

フロントウイング
- 早乙女 もも（さおとめ もも、声：佐倉もも花、イラスト：空中幼彩） - 「魔界天使ジブリール4」より
- 真辺 リカ（まなべ りか、声：ヒマリ、イラスト：空中幼彩） - 「魔界天使ジブリール」「魔界天使ジブリール -episode2-」「魔界天使ジブリール -episode3-」より
- 神野 ひかり（じんの-、声：北都南、イラスト：空中幼彩） - 「魔界天使ジブリール -episode2-」「魔界天使ジブリール -episode3-」より
- ミスティメイ（声：まきいづみ、イラスト：空中幼彩） - 「魔界天使ジブリール」「魔界天使ジブリール -episode2-」「魔界天使ジブリール -episode3-」より
- ラヴリエル（声：野神奈々、イラスト：空中幼彩） - 「魔界天使ジブリール」「魔界天使ジブリール -episode2-」「魔界天使ジブリール -episode3-」「魔界天使ジブリール4」より
- メイメイ（声：まきいづみ、イラスト：空中幼彩） - 「魔界天使ジブリール4」より
- 神野 ナギ（じんの-、声：青川ナガレ、イラスト：空中幼彩） - 「魔界天使ジブリール -episode3-」より
- 綾小路 葵（あやのこうじ あおい、声：有栖川みや美、イラスト：空中幼彩） - 「魔界天使ジブリール4」より
- 星川 ユズハ（ほしかわ-、声：東かりん、イラスト：空中幼彩） - 「魔界天使ジブリール4」より
- マイマイ（声：民安ともえ、イラスト：空中幼彩） - 「魔界天使ジブリール4」より
- 音無 芽衣美（おとなし めいみ、声：まきいづみ、イラスト：空中幼彩） - 「魔界天使ジブリール」「魔界天使ジブリール -episode2-」「魔界天使ジブリール -episode3-」より
- ブラックアリエス（声：北都南、イラスト：空中幼彩）「魔界天使ジブリール -episode3-」より

ブシロード
- シャーロック・シェリンフォード（声：三森すずこ、イラスト：たにはらなつき） - 「探偵オペラ ミルキィホームズ」より
- 譲崎 ネロ（ゆずりざき-声：徳井青空、イラスト：たにはらなつき） - 「探偵オペラ ミルキィホームズ」より
- エルキュール・バートン（声：佐々木未来、イラスト：たにはらなつき） - 「探偵オペラ ミルキィホームズ」より
- コーデリア・グラウカ（声：橘田いずみ、イラスト：たにはらなつき） - 「探偵オペラ ミルキィホームズ」より

TECH GIAN
- 天城 華南（あまぎ かなん、声：喜多村英梨、イラスト：P-ALPHA） - 「あお☆てん!Newスーパーリアル麻雀」より
- 皆月 千寿鶴（みなづき ちずか、声：米澤円、イラスト：P-ALPHA） - 「あお☆てん!Newスーパーリアル麻雀」より
- ジャン=クロエ・アルジェント（愛称:クロエ、声：矢澤りえか、イラスト：P-ALPHA） - 「あお☆てん!Newスーパーリアル麻雀」より
- ラーラ・フ=ラ・サンサーラ（愛称:ラーラ、声：大原さやか、イラスト：P-ALPHA） - 「あお☆てん!Newスーパーリアル麻雀」より
- ベルカリエフ・ヴォストーク（愛称:ベルカ、声：花澤香菜、イラスト：P-ALPHA） - 「あお☆てん!Newスーパーリアル麻雀」より

ニトロプラス
- すーぱーそに子（声：すーぱーそに子、イラスト：津路参汰・オガタガクオ） - 「すーぱーそに子」より

ゲームポット
- ティナ（声：藤田咲、イラスト：?） - 「ペーパーマン」より
- ミリィ（声：中村繪里子、イラスト：?） - 「ペーパーマン」より
- テリシア（声：長谷川明子、イラスト：?） - 「ペーパーマン」より

アルケミスト
- 野々宮 かなめ（ののみや-、声：寺本來可、イラスト：?） - 「ぎゃる☆がん」より
- 火吹 晶（ひぶき　あきら、声：内村史子、イラスト：?） - 「ぎゃる☆がん」より
- 桜咲 薫子（さくらざき　かおるこ、声：内田真礼、イラスト：?） - 「ぎゃる☆がん」より
- 兎野 葵（うの　あおい、声：山本希望、イラスト：?） - 「ぎゃる☆がん」より

IMPACT
- 立花 茜（たちばな　あかね、声：伊藤静、イラスト：有葉） - 「君と一緒に」より
- 原田 泰子（はらだ　たいこ、声：中原麻衣、イラスト：トモセシュンサク） - 「君と一緒に」より
- 伊藤 真紀（いとう　まき、声：花澤香菜、イラスト：憂姫はぐれ） - 「君と一緒に」より
- 本条 真奈美（ほんじょう　まなみ、声：能登麻美子、イラスト唯々月たすく） - 「君と一緒に」より
- 笹野 恵理（ささの　えり、声：小清水亜美、イラスト：のり太） - 「君と一緒に」より

ゆずソフト
- 矢来 美羽（やらい　みう、声：夏野こおり、イラスト：むりりん、こもわた遙華） - 「DRACU-RIOT!」より
- 布良 梓（ めら　あずさ、声：佐藤しずく、イラスト：むりりん、こもわた遙華）- 「DRACU-RIOT!」より
- 稲叢 莉緒（いなむら　りお、 声：鮎川ひなた、イラスト：こぶいち、こもわた遙華）- 「DRACU-RIOT!」より
- エリナ・オレゴヴナ・アヴェーン（愛称：エリナ、 声：鈴木恵莉央、イラスト：こぶいち、こもわた遙華）- 「DRACU-RIOT!」より

コアエッジ
- フレジア(声:無し　イラスト:ぽぽるちゃ)　Pポイント版のみ
- 戦闘用魔法少女【蹴撃型】(声：無し　イラスト:クロサワテツ)　Pポイント版のみ
- ネリア(声:無し　イラスト:miogrobin)
- イナンナ(声:無し　イラスト:miogrobin)
- ヴァルカイザー(声:無し　イラスト:竹浪秀行)
- アイギナ(声:無し　イラスト:ぽぽるちゃ)
- リリアナ(声:無し　イラスト:結城カズノ)
- オルヴァウス(声:無し　イラスト:Mがんぢー)

ういんどみる
- 渡良瀬 準(声:無し　イラスト:こ～ちゃ)
- 神坂 春姫(声:無し　イラスト:こーちゃ)
- 柊 杏璃(声:無し　イラスト:こ～ちゃ)
- 高嶺 小雪(声:無し　イラスト:こ～ちゃ)
- 小日向 すもも(声:無し　イラスト:こ～ちゃ)
- 式守 伊吹(声:無し　イラスト:こ～ちゃ)
- 上条 沙耶(声:無し　イラスト:こ～ちゃ)

その他
- みっき～（声：中原麻衣、イラスト：?） - 「シールオンライン」より
- モモコ（声：中原麻衣、イラスト：bb） - 「ケータイ小女子ヘブン」より
- テイア（声：中原麻衣、イラスト：嵐月） - 「ルーセントハート」より
- カデナ（声：浅野真澄、イラスト：嵐月） - 「ルーセントハート」より
- まじかる☆テイア（声：中原麻衣、イラスト：嵐月） - 「ルーセントハート」より
- 本間 ナツメ（ほんま-、声：なし、イラスト：?） - 「絶対衝激 〜PLATONIC HEART〜」より
- 早川 イズミ（はやかわ-、声：なし、イラスト：?） - 「絶対衝激 〜PLATONIC HEART〜」より
- 伊勢島 アヤ（いせじま-、声：なし、イラスト：?） - 「絶対衝激 〜PLATONIC HEART〜」より
- 香月 ミコ（かづき-、声：なし、イラスト：?） - 「絶対衝激 〜PLATONIC HEART〜」より
- リルテ（声：なし、イラスト：?） - 「(PW)Project Witch」より
- マール（声：なし、イラスト：?） - 「(PW)Project Witch」より
- シェル（声：なし、イラスト：?） - 「(PW)Project Witch」より
- ケルベロス（声：なし、イラスト：?） - 「真・女神転生IMAGINE」より
- ピクシー（声：なし、イラスト：?） - 「真・女神転生IMAGINE」より
- ジャックランタン（声：なし、イラスト：?） - 「真・女神転生IMAGINE」より
- ジャックフロスト（声：なし、イラスト：?） - 「真・女神転生IMAGINE」より
- 魔人アリス（声：なし、イラスト：?） - 「真・女神転生IMAGINE」より
- 日本少年（にっぽんしょうねん、声：日本少年(景、健太、奏介、虎士郎)、イラスト：?） - 「日本少年」より
- つくだもえこ（声：渡辺麻友、イラスト：?） - 「萌える麻雀 もえじゃん!」より※期間限定コラボで、現在は使用できない。

### ユニットキャラクター
2 - 10人のキャラクターが1枚のキャラカードになっている。
- じっトリオ（氷川玖月、みまさかいづみ、ルミナ＝ルネサ）
- いじん3（虎華、白白先生、ララミア）
- くろうS（エレニィ、アンジェ）
- 灼熱漢（アドン、サムソン）
- うみにんⅥ（うみにん、うみにんブラック、ももにん、ゆきにん、たににん、やまにん）
- トライアドキャロット（諸見里葵、紗東陽菜、黒須美羽）
- へぶんずへる（ルナ・ル・ベル、セラフィー）
- リリーオブヴァリー（アリス、姫花）
- L.O.V.E.(リリーオブヴァリーエボリューション)（アリス、姫花）
- ALL STAR1st（ポプラ、さくや、玖月、せりか、結奈、智香、いづみ、ロザリー、千羽、虎華）
- ALL STAR2nd（桔梗、白白先生、衣音、エレニィ、アンジェ、凛麗、アリス、みこと、ルミナ、ユリア）
- せりかとあると（せりか、あると）※コミケ78ver有
- 結城姉妹（美緒、奈緒）
- きらーくぃーんず（ルナ・ル・ベル、アンジェ）
- カルテット オブ ジブリール（早乙女もも、ラヴリエル、綾小路葵、星川ユズハ）
- ALL STAR百鬼夜行（虎華、エレニィ、衣音、ララミア、ルナ、シトロン、ミミロ、ルビー、ぽにぽに、笹川杏、ソフィ）
- いづみとやよい（いづみ、やよい）
- SPEED QUEENS（キリコ、鳴嶋晶）
- なっくる！ツー（ハリケーン・シイナ、青木野菜）
- ぶれいど！スリー（ジブリール、永名刹那、吾妻慶）
- しょっと！フォー（ロザリー、北床ゆなか、トーコ、美緒）
- せりかとあるととるきの（せりか、あると、るきの）

## スキル
いわゆるイカサマであり、積み込み、妨害、雀パワーUPなどの効果がある。スキルは強制ではなく、部屋の設定で「スキル不可」にして純粋に麻雀を楽しむことも可能。また、「宝箱」に分類されるアイテムを開けて中身を取り出すにはスキル可能設定にして4人で打ち1位を取る必要があるので、スキル可能に設定しても使わないことを前提にした、通称「箱開け卓」も多い。
スキルにはキャラクターの持つ固有スキルと、カードで使用できる任意スキルとがある。任意スキルは消耗品で1度使うとなくなってしまうが、固有スキルは対局後に復活するという違いがある。

## カード
対戦を有利にするアイテムカードや自身のキャラクターを設定できるキャラクターカード、またその声を設定できるボイスカードなどが存在する。各カードの主な特徴は下記のとおり。
キャラクターカード
プレイヤーの使用するキャラクターのカードで、マスコットカードとも呼ばれる。キャラクターカードにはそれぞれ1～7枚のCGが存在し、対人戦で1位を取ることで見られるようなる。ただし、既に開いているCGが開く場合も多い。大半のカードは4枚目以降が開きにくくなっており、CGオープン系アイテムなしでは開くのは難しい。オリジナルキャラクターの一部にのみPポイント版が存在し、「おまけCGが1枚しかない、固有スキルがない」などの制限がある。
また、いわゆる「モネー版」と呼ばれるキャラクターと一部のスペシャルキャラクターには「好感度」が存在し、好感度を上昇させることによって固有の強力なスキルを取得・使用することができるようになる。
スキルカード
積み込み、妨害、雀パワーUPなどの効果があるカード。一度使うとなくなってしまう。Pポイント版とモネー版が存在し、一部の例外を除いてモネー版のほうが効果が大きい。使用するには雀パワーの消費が必要であり、不足すると選択しても使用できない。威力が高いスキル程雀パワーの消費は多くなる。
アイテムカード
主にスキル効果UPや雀パワーUPなどの効果があるカード。対局が終わるまで効果が持続するが、使うとなくなってしまう。Pポイント版はない。
他に、おまけCGが開きやすくなる「CGオープン補助」、おまけCGが確実に開く「CGオープン確定」、お祝いの出現率を高める「お祝い確率UP」などが存在。
また、特定のキャラ、ボイス、アイテム等が出る、「宝箱」もアイテムカードに分類される。
ボイスカード
設定することで該当キャラのボイスでプレーできるようになる。オリジナルキャラクターの一部にのみPポイント版が存在し、「ボイスの種類が少ない」といった制限がある。また、レアボイスカードである「CE（カスタムエディション）」と「限定版ボイス」が存在し、限定版はよりそのキャラクター性を出している。なお、このボイスカードに限りカードレートのある対局で負けても奪われないので、誰かに渡すことは不可能である。
スペシャルカード
限定版キャラクターカード、限定版ボイスカード、好感度アイテムカード、イベント専用アイテムカードなどが存在する。

### 一覧
カードを入手した場合はまずここに反映されることになる。カードレート有の対局をして負けた場合(対人戦の場合は4位、CPU混じる場合はプレイヤーの中で最下位)ここにあるカードが奪われる。マスコット設定したカード、倉庫やアルバムのカードが奪われることはない。ボイスカードは奪われることがない。
上限は60枚までで、結果として60枚を超えるような場合は所持数オーバーと表示され、買い物などはできない。

### 倉庫
カードを保管できる。初期は20枚までだが、課金による倉庫拡張により最大150枚まで増える。

### アルバム
同一のカードを各9枚まで収納可能なアルバム。但し、収納すると開放済みのおまけCGが初期化されアルバムに保存される。CGを持ち出すことは出来ないが、課金によるパスポート購入で見る事が可能になる。特定のキャラクター、スキル、ボイスカードを収納するとエクストラ開放ができるようになり、キャラクターの設定が見られたり、担当声優によるメッセージが聞けたり、おまけCGが全て見られたりする。
カードを出し入れする際に項目の先頭に戻ってしまうため、複数の種類のカードの移動はかなり面倒になっている（2011年1月に修正されて戻らなくなった）。また、スペシャルカードの数が多い上にカテゴリー別に分かれていないため、取り出したいカードが探しづらいのが難点。現在はカテゴリー別に分かれて探しやすくなった。ただしカードの取り出しが1枚ずつしかできないのは変わっていない。
2010年6月より、アルバムに収録できないカードが登場した。アルバムに移動させる画面で該当のカードだけが表示されない。

## GM
他のオンラインゲーム同様GMが存在するが、ほぼ常駐しておりGM出現率はかなり高い。表立って、告知やプレイヤーとの対局などコミュニケーションをとるGMの他に、ロビー常駐のいわゆる「ログ番」のようなGMもおり、トラブルなど（対局中のフリーズ、ログイン不能など）の場合、ロビーにてヘルプを求めればかなり迅速に対応してもらえる。

## 共通ルール
- 25000点持ちの30000点返し
- 東風戦・東南戦のいずれかを対戦卓の設置プレイヤーが選択可能
- 東風戦の南入、東南戦の西入なし
- 一発・裏ドラ・槓ドラ・槓ウラあり
- 後付けあり
- 喰いタンのあり・なしは対戦卓の設置プレイヤーが選択可能
- 喰い替えあり
- テンパイ連荘 (ノーテン親流れ)
- ダブロンは頭跳ね（ピンハネ）、トリロンは流局
- 0点未満でハコとなり対局終了、0点ちょうどは続行、900点以下は立直できない
- オーラス親和了やめ及び聴牌やめあり、ただし親が1位で30000点以上持っていることが条件
- 終了時点で同点者がいた場合は席順で順位を決める
- 赤ドラなし
- 五本場以上で二飜縛り
- 流し満貫有り（最新のゲームで表示もあり）
- 四暗刻単騎、大四喜、国士無双13面、九蓮宝燈純正9面はダブル役満、役満複合も認めて点数を加算
- 包は大三元、大四喜、四槓子に適用
- 割れ目なし
- 人和なし
- 三連刻などのローカル役はなし
- かつては喰い平和による20符1飜があった(現在では30符1飜扱い)

## 称号システム
戦歴などにより与えられる「称号」が存在する。2010年3月31日までは、ほとんどが純粋に「総合順位」と「そのプレイヤーのアガリの特徴」によって特定の称号が与えられていた（ドラ使用率が高い場合「○○のドラ右衛門」、鳴きアガり率が高い場合「○○の鳴きまくり」、連勝や連敗によって「天上の○○」、「秘密の○○」など）。
2010年4月1日以降はシステムが一新され、特定条件を満たすことによって称号を新たに獲得し、それを自在にカスタマイズしてさまざまな称号を名乗ることができるようになった（全員ハコにすることで「破壊神」、七対子を特定回数アガることで「ニコニコ」、フレンド登録数100人で「人気者」、特定キャラを一定レベルまで上昇させることで「女神」など）。
また、イベントなどで得られる称号もある（七夕の特定時間にログインで「流星」、特定モネー商品全種購入で「祭」など）。オリジナルキャラクター一人一人に固有特殊称号が存在し、特定の条件を満たすことで入手することができる。

## ブラウザゲーム
日本国内では2010年よりYahoo!モバゲーで桃色大戦ぱいろんfor Yahoo!モバゲーが、2011年よりニコニコアプリで桃色大戦ぱいろんforニコニコアプリを、2012年よりハンゲームにて桃色大戦ぱいろんforハンゲーム、DMM.com オンラインゲームにて桃色大戦ぱいろん for DMMのサービスが開始された。全て同じUI仕様のブラウザ形式のサービスである。
2010年にソーシャル性の高いGREEアプリにて桃色大戦ぱいろん for GREEが、2011年からスピンアウト作品ぱいろん☆これくしょんのサービスも提供された。
しかし、ニコニコアプリ以外はどのサービスも長くは続かず短期間で終了となった。
そのニコニコアプリ版は2012年に「桃色大戦ぱいろん・生」と改名、2015年12月に本家の桃色大戦ぱいろんがサービス終了となった後の受け皿として継続していたが、最後の桃色大戦ぱいろんであった「桃色大戦ぱいろん・生」も、約5年という長いサービス期間を経て2016年8月8日にサービス終了となり、これにより桃色大戦ぱいろんシリーズの長いサービスは完全に終了となった。

## SNS
SNSはソーシャルネットワーキングサービスの略。閲覧するにはアカウントが必要である。日記を書いたり、友達登録をしたり、共通の趣味を持つプレイヤー同士を集めたりする場所であるが、プレイヤーネームが表示されるのでBBSとは違った慎重な使い方が求められる。運営の批判や不買運動らしい書き込みでアカウント停止となった例があり、その基準は明確ではないが、書き込み内容には十分な注意が必要である。なお、SNS内でもゲーム内とは別にイベントが開催されることがあり、これに参加することで景品がもらえたりする。

## メディアミックス
ノベライズ
- 桃色大戦ぱいろん～アナザ・パラドクス～ 桜ノ杜ぶんこ 2013年4月5日発売(くしまちみなと 著)
- 桃色大戦ぱいろん～アナザ・パラドクス～(2) 桜ノ杜ぶんこ 2013年12月5日発売(くしまちみなと 著)

コミカライズ
- マジキュー4コマ 桃色大戦ぱいろん マジキューコミックス 2011年6月25日発売
- 桃色大戦ぱいろん 4コマ＋Fanbook マジキューコミックス 2012年3月24日発売

ドラマCD
- 桃色大戦ぱいろん プレリュードVol.1 アリスと姫花 学研パブリッシング 2013年6月28日発売
- 桃色大戦ぱいろん プレリュードVol.2 シェリー=マイン 学研パブリッシング 2013年9月29日発売
- 桃色大戦ぱいろん プレリュードVol.3 リリアドール 学研パブリッシング 2013年11月27日発売

## 動画配信について
かつてはニコニコ動画等における動画配信(ニコニコ生放送も含む)については規約が存在せず、GMへの相談と回答を基にしたユーザーの自主的な判断による配信が行なわれていたが、2012年11月に正式に規約が制定され、動画配信に関するルールが明文化された。制定以前から「ご褒美CGの使用禁止」といった点は判明していたが、規約制定に伴い「版権の問題によりコラボキャラは基本的に使用禁止(超兄貴のみ認めるとの回答あり)」「コラボ声は通常対局で使う分には認める」「アルバム開放に伴い出される声はオリジナル、コラボに関係無く使用禁止」「卓チャットは全参加者の承諾を得た場合のみ公開を認める」といったルールが追加された。ロビーチャットについては理論上は卓チャット同様に全員の承諾を得ての公開が可能だが、参加者が明確な卓チャットとは異なり誰がいるかわからないため全員の承諾を得るのはあまりにも非現実的であり、事実上の公開禁止となっている。